# Perophora sagamiensis
Perophora sagamiensis är en sjöpungsart som beskrevs av Takasi Tokioka 1953. Perophora sagamiensis ingår i släktet Perophora och familjen Perophoridae. Inga underarter finns listade i Catalogue of Life.